# Don’t Let the Sun Go Down on Me
Don’t Let the Sun Go Down on Me ist ein Lied von Elton John aus dem Jahr 1974, das von ihm und Bernie Taupin geschrieben wurde. Für die Produktion des Songs war Gus Dudgeon verantwortlich, er erschien auf dem Album Caribou.

## Geschichte
Für das Schreiben des Liedes brauchten Elton John und Bernie Taupin zusammen mit den anderen Liedern für das Album Caribou zehn Tage im Januar 1974. Das Lied war die erste Auskopplung des Albums, erschien am 20. Mai 1974 und wurde in Kanada ein Nummer-eins-Hit.
Das Horn spielte Del Newman. Für den Backgroundgesang wurden Carl Wilson und Bruce Johnston von den Beach Boys sowie Toni Tenille von Captain & Tennille verpflichtet. Als Drummer konnte Ray Cooper und für den Mellotron Dave Hentschel gewonnen werden.
In Don’t Let the Sun Go Down on Me singt Elton John von einer Person, der er geholfen hat und von der er nun Ablehnung erfährt:

“I took a chance and changed your way of life

but you misread my meaning when I met you

closed the door and left me blinded by the light

don’t let the sun go down on me

although I search myself, it’s always someone else I see.

I’d just allow a fragment of your life to wander free

but losing everything is like the sun going down on me.”

„Ich habe eine Chance ergriffen und deine Art zu leben geändert

Aber du hast meine Aussagen falsch verstanden, als wir uns trafen

Hast die Tür zugemacht und mich zurückgelassen – geblendet vom Licht

Lass die Sonne nicht über mir untergehen

Obwohl ich mich selbst suche, finde ich immer jemanden anders

Ich würde nur einem Teil deines Lebens erlauben, frei umherzulaufen

Aber alles zu verlieren ist, als ginge die Sonne über mir unter“

1986 wurde eine Liveversion des Liedes aufgenommen, die auf dem Livealbum Live in Australia with the Melbourne Symphony Orchestra und dem Boxset To Be Continued… erschien.

### Chartplatzierungen
| ChartsChartplatzierungen       | Höchstplatzierung | Wochen |
| ------------------------------ | ----------------- | ------ |
| Vereinigte Staaten (Billboard) | 2 (15 Wo.)        | 15     |
| Vereinigtes Königreich (OCC)   | 16 (8 Wo.)        | 8      |

| ChartsJahrescharts (1974)      | Platzierung |
| ------------------------------ | ----------- |
| Vereinigte Staaten (Billboard) | 78          |

### Auszeichnungen für Musikverkäufe
| Land/Region                  | Auszeichnungen für Musikverkäufe (Land/Region, Auszeichnung, Verkäufe) | Verkäufe  |
| ---------------------------- | ---------------------------------------------------------------------- | --------- |
| Vereinigte Staaten (RIAA)    | Gold                                                                   | 1.000.000 |
| Vereinigtes Königreich (BPI) | Silber                                                                 | 200.000   |
| Insgesamt                    | 1× Silber · 1× Gold ·                                                  | 1.200.000 |

Hauptartikel: Elton John/Auszeichnungen für Musikverkäufe

## Coverversion von George Michael und Elton John
Im Jahr 1991 veröffentlichten George Michael und Elton John eine Liveversion als Duett, die auf dem Album Duets erschien. Erstmals trugen die beiden das Lied im Jahr 1985 beim Live Aid vor. Sechs Jahre später auf der Cover to Cover tour in der Wembley Arena interpretierte Michael diese Liveversion am 23. März 1991 mit Elton John als Überraschungsgast. Die Veröffentlichung war am 30. November 1991, in den Ländern Vereinigte Staaten, Großbritannien, Kanada, Frankreich, Italien, Niederlanden, Schweiz und Norwegen wurde die Coverversion ein Nummer-eins-Hit. Zudem ist das Cover auch auf den Alben Love Songs und Greatest Hits 1970–2002 zu finden. Der Erlös der Single ging an zehn verschiedene Hilfsorganisationen für Kinder, Bildung und gegen AIDS.

### Chartplatzierungen
| ChartsChartplatzierungen       | Höchstplatzierung | Wochen |
| ------------------------------ | ----------------- | ------ |
| Deutschland (GfK)              | 4 (23 Wo.)        | 23     |
| Österreich (Ö3)                | 2 (25 Wo.)        | 25     |
| Schweiz (IFPI)                 | 1 (27 Wo.)        | 27     |
| Vereinigte Staaten (Billboard) | 1 (20 Wo.)        | 20     |
| Vereinigtes Königreich (OCC)   | 1 (10 Wo.)        | 10     |

| ChartsJahrescharts (1992)      | Platzierung |
| ------------------------------ | ----------- |
| Deutschland (GfK)              | 29          |
| Österreich (Ö3)                | 7           |
| Schweiz (IFPI)                 | 7           |
| Vereinigte Staaten (Billboard) | 26          |

### Auszeichnungen für Musikverkäufe
| Land/Region                  | Auszeichnungen für Musikverkäufe (Land/Region, Auszeichnung, Verkäufe) | Verkäufe  |
| ---------------------------- | ---------------------------------------------------------------------- | --------- |
| Australien (ARIA)            | Platin                                                                 | 70.000    |
| Dänemark (IFPI)              | Gold                                                                   | 45.000    |
| Frankreich (SNEP)            | Silber                                                                 | 125.000   |
| Neuseeland (RMNZ)            | Platin                                                                 | 30.000    |
| Niederlande (NVPI)           | Platin                                                                 | 75.000    |
| Vereinigte Staaten (RIAA)    | Gold                                                                   | 500.000   |
| Vereinigtes Königreich (BPI) | Gold                                                                   | 400.000   |
| Insgesamt                    | 1× Silber · 3× Gold · 3× Platin ·                                      | 1.245.000 |

Hauptartikel: Elton John/Auszeichnungen für Musikverkäufe

## Weitere Coverversionen
- 1987: Roger Daltrey
- 1990: Gloria Estefan
- 1991: Joe Cocker
- 1991: Oleta Adams
- 1993: Royal Philharmonic Orchestra
- 1998: Me First and the Gimme Gimmes
- 2003: Fame Academy
- 2004: Tyler Hamilton
- 2008: Chris Thompson feat. Nicole
- 2009: Joe McElderry
- 2010: Bettye LaVette
- 2013: Straight No Chaser feat. Elton John
- 2019: Taron Egerton feat. Celinde Schoenmaker